# Liste des évêques et archevêques de Kansas City (Kansas)
La liste des évêques et archevêques de Kansas City recense les noms des évêques qui se sont succédé sur le siège épiscopal de Kansas City dans l'État du Kansas.

Le vicariat apostolique du Territoire Indien de l'Est des Montagnes Rocheuses est créé le 19 juillet 1850, par détachement du diocèse de La Nouvelle-Orléans. En 1857 il change de nom, pour devenir le vicariat apostolique du Kansas. Le 22 mai 1877, il est érigé en diocèse et change de nom pour devenir le diocèse de Leavenworth. Le 10 mai 1947, le diocèse change à nouveau de nom pour devenir le diocèse de Kansas City (Kansas). Il est érigé en archidiocèse le 9 août 1952, devenant l'archidiocèse de Kansas City (Archidioecesis Kansanopolitana in Kansas).

## Sont vicaires apostoliques
- 23 juillet 1850-18 novembre 1874 : John-Baptist Miège, vicaire apostolique du Territoire Indien de l'Est des Montagnes Rocheuses, puis vicaire apostolique du Kansas (1857).
- 18 novembre 1874-22 mai 1877 : Louis Mary Fink, vicaire apostolique du Kansas.

## Sont évêques
- 22 mai 1877-† 17 mars 1904 : Louis Mary Fink, promu évêque de Leavenworth.
- 24 octobre 1904-14 mars 1910 : Thomas Francis Lillis, évêque de Leavenworth.
- 25 novembre 1910-† 20 avril 1929 : John Chamberlain Ward, évêque de Leavenworth.
- 20 avril 1929-† 13 mars 1937 : Francis Johannes, évêque de Leavenworth.
- 29 mai 1937-20 juillet 1946 : Paul Clarence Schulte, évêque de Leavenworth.
- 9 novembre 1946-† 13 décembre 1950 : George Joseph Donnelly, évêque de Leavenworth, puis de Kansas City au Kansas (10 mai 1947).
- 31 mars 1951-9 août 1952 : Edward Joseph Hunkeler

## Sont archevêques
- 9 août 1952- 10 septembre 1969 : Edward Joseph Hunkeler (en), promu archevêque.
- 10 septembre 1969-28 juin 1993 : Ignatius Jérôme Strecker (en)
- 28 juin 1993-15 janvier 2005 : James Patrick Keleher (en)
- 15 janvier 2005-8 avril 2025 : Joseph Naumann
- depuis le 8 avril 2025 : Shawn McKnight

## Sources
- (en) Fiche de l'archidiocèse sur le site catholic-hierarchy.org